# Solène Avoulette
Solène Avoulette (13 de febrero de 1999) es una deportista francesa que compite en taekwondo.
En los Juegos Europeos de Cracovia 2023 consiguió una medalla de bronce en la categoría de +73 kg. Ganó una medalla de bronce en el Campeonato Europeo de Taekwondo de 2022, en la misma categoría.

## Palmarés internacional
| Juegos Europeos    | Juegos Europeos          | Juegos Europeos   | Juegos Europeos |
| Año                | Lugar                    | Medalla           | Categoría       |
| ------------------ | ------------------------ | ----------------- | --------------- |
| 2023               | Krynica-Zdrój (Polonia)  | Medalla de bronce | +73 kg          |
| Campeonato Europeo |                          |                   |                 |
| Año                | Lugar                    | Medalla           | Categoría       |
| 2022               | Mánchester (Reino Unido) | Medalla de bronce | +73 kg          |